# غونكور (مترو باريس)
غونكور (بالفرنسية: Goncourt)‏ هي محطة مترو تابعة لمترو باريس تقع في فرنسا في الدائرة العاشرة في باريس.[بحاجة لمصدر]